# Sturmia velutina
Sturmia velutina är en tvåvingeart som beskrevs av Louis-Paul Mesnil 1944. Sturmia velutina ingår i släktet Sturmia och familjen parasitflugor.
Artens utbredningsområde är Madagaskar. Inga underarter finns listade i Catalogue of Life.